# Роубак (Јужна Каролина)
Роубак (енгл. Roebuck) насељено је место без административног статуса у америчкој савезној држави Јужна Каролина.

## Демографија
По попису из 2010. године број становника је 2.200, што је 475 (27,5%) становника више него 2000. године.
| Група             | 2000.         | 2010.         |
| Белци             | 1.464 (84,9%) | 1.693 (77,0%) |
| Афроамериканци    | 187 (10,8%)   | 352 (16,0%)   |
| Азијати           | 21 (1,2%)     | 52 (2,4%)     |
| Хиспаноамериканци | 47 (2,7%)     | 82 (3,7%)     |
| Укупно            | 1.725         | 2.200         |